# Tepexocoyo
Tepexocoyo är en ort i Mexiko.   Den ligger i kommunen Chicontepec och delstaten Veracruz, i den sydöstra delen av landet, 200 km nordost om huvudstaden Mexico City. Tepexocoyo ligger 244 meter över havet och antalet invånare är 265.
Terrängen runt Tepexocoyo är platt åt nordost, men åt sydväst är den kuperad. Runt Tepexocoyo är det ganska tätbefolkat, med 86 invånare per kvadratkilometer. Närmaste större samhälle är Chicontepec de Tejada, 6,8 km väster om Tepexocoyo. Omgivningarna runt Tepexocoyo är en mosaik av jordbruksmark och naturlig växtlighet.